# 考工記
『考工記』（こうこうき）は、中国の文献である。『周礼』の一部であり、工芸品および建築物の構造・寸法規格・製作技法について論じている。編者不詳。

## 成立
『考工記』は、周公旦の作と伝わる、周代の官制・行政組織を記した書である『周礼』の一篇である。馬融以来の通説としては、現在伝わる『周礼』は前漢代に発見されたものであるが、当時すでに六卿のうちの冬官司空の篇が欠けていた。『考工記』は独立した書籍であったが、これを補うために付け加えられたという。『周礼注』を著した後漢の鄭玄は、「司空の篇亡ぶ。漢興りて千金に購求するも得ず。此れ前世其の事を識する者、記録し以て大数に備う」と述べている。『考工記』で『周礼』司空篇を補った者としては、複数の説がある。そもそも『周礼』が朝廷に存在しなかったとおもわれる時代の人物である文帝説・武帝説は考慮しないとして、河漢献王劉徳説・劉歆説にはいずれも一定程度の信憑性がある。
『周礼』自体も伝説通り周代の成立とはいえず、はやくとも戦国期以降に成立したものであろうと考えられているが、『四庫提要』にあるように、ことに『考工記』については、文中に「鄭」や「秦」といった国名が出てくる以上、西周代のものである可能性はまったくない。
同書自体の成立年代についてはさまざまな異説異論がある。宇野精一のまとめるところによれば、これらの説はおおむね漢代説と先秦説に分類される。江永は文中に現れる地名や方言的な語彙からして、おそらくは東周以後の斉の人物による作であると論じている。津田左右吉は、『考工記』は漢の少府の属官である考工室に保存されていた記録であり、技術に関しては後世の学者が机上で考えることが難しかったため、これを借りたのであろうと論じている。

## 内容
冒頭に「国に六職あり」とあるように、攻木（木工）、攻金（青銅鋳造）、攻皮（皮革製造）、設色（絵画・染色）、刮摩（玉・石）、搏人（陶器製造）の6分野をおもに扱う。全体で7,000文字足らずにすぎないが、構成も整理されておらず、それぞれの分量もばらばらである。たとえば、同書では、工人について以下のような順序で論じられているが、段氏・韋氏・裘氏・筐人・櫛人・雕人については名目を挙げただけで、内容は存在しない。原田淑人はこうした『考工記』の性質について、同書は元来簡牘書であり、いちじるしく摩滅・錯乱していたものを誰かが再度とりまとめたものではないかとしている。
- 輪人為輪
- 輪人為蓋
- 輿人為車
- 輈人為輈
- 築氏為削
- 冶氏為殺矢
- 桃氏為劍
- 鳧氏為鐘
- 栗（㮚）氏為量
- 段（𫨻）氏
- 函人為甲
- 鮑人之事
- 韗人為皋陶
- 韋氏
- 裘氏
- 画繢之事
- 鍾氏染羽
- 筐人
- 㡛氏湅絲
- 玉人之事
- 櫛人
- 雕人
- 磬氏為磬
- 矢人為矢
- 陶人為甗
- 旊人為簋
- 梓人為筍虡
- 梓人為飲器
- 梓人為侯
- 廬人為廬器
- 匠人建国
- 匠人営国
- 匠人為溝洫
- 車人之事
- 車人為耒
- 車人為車柯
- 弓人為弓

## 受容
伝統的には『周礼注疏』の一部として、鄭玄・賈公彦の注疏とともに読まれた。清朝考証学の時代には、江永『周礼疑義挙要』、戴震『考工記図』などで研究された。戴震『考工記図』は、寸法研究に数学の知識を積極的に活用している。『周礼』の現代語訳としては、林尹による『周礼今注今訳』があるほか、本田二郎が『周礼通釈』を記している。ほかに『考工記』のみの翻訳として、関増建らにより現代中国語・英語・ドイツ語訳である『考工记——翻译与评注』が出版されている。同書は2019年にKao Gong Ji – The World’s Oldest Encyclopaedia of Technologies として改訂された。
日本の「藤原京」の都市計画は、『考工記』の影響を受けていた、と推定される。